# Albi
Albi je město na jihu Francie v departementu Tarn a regionu Okcitánie. Má 48 000 obyvatel. Nachází se na řece Tarn 50 km severozápadně od Toulouse asi ve středu jižní Francie. Je správním městem 6 kantonů, ve kterých se nachází 18 správních obcí.

## Historie
První obyvatelé žili v místě dnešního Albi v době bronzové.
Město samo bylo založeno Římany po jejich dobytí Galie v roce 51 př. n. l. jako osada Civitas Albiensium. Archeologické nálezy však dokládají, že se nejednalo o příliš významné antické město.
V roce 1040 dochází ke stavbě Starého mostu (Pont Vieux), který se stal důležitým faktorem ovlivňujícím obchod. Výstavba nových městských čtvrtí dokládá probíhající hospodářskou konjunkturu města. Vedle tržeb z obchodu a daní bylo zdrojem městských příjmů i mýto za použití mostu.
Ve 12. a 13. století si zde Albigenští neboli Kataři zřídili vlastní formu křesťanství, která byla církví i státem tehdejší doby odsouzena jako kacířská a proti albigenským byla vyhlášena křížová výprava, díky níž bylo toto město mezi lety 1209 a 1229 zcela zničeno, celá oblast vydrancována a obyvatelé drasticky pozabíjeni. Jedním z výsledků křížové výpravě bylo i to, že do té doby prakticky nezávislá oblast byla pevně včleněna pod moc francouzských králů.

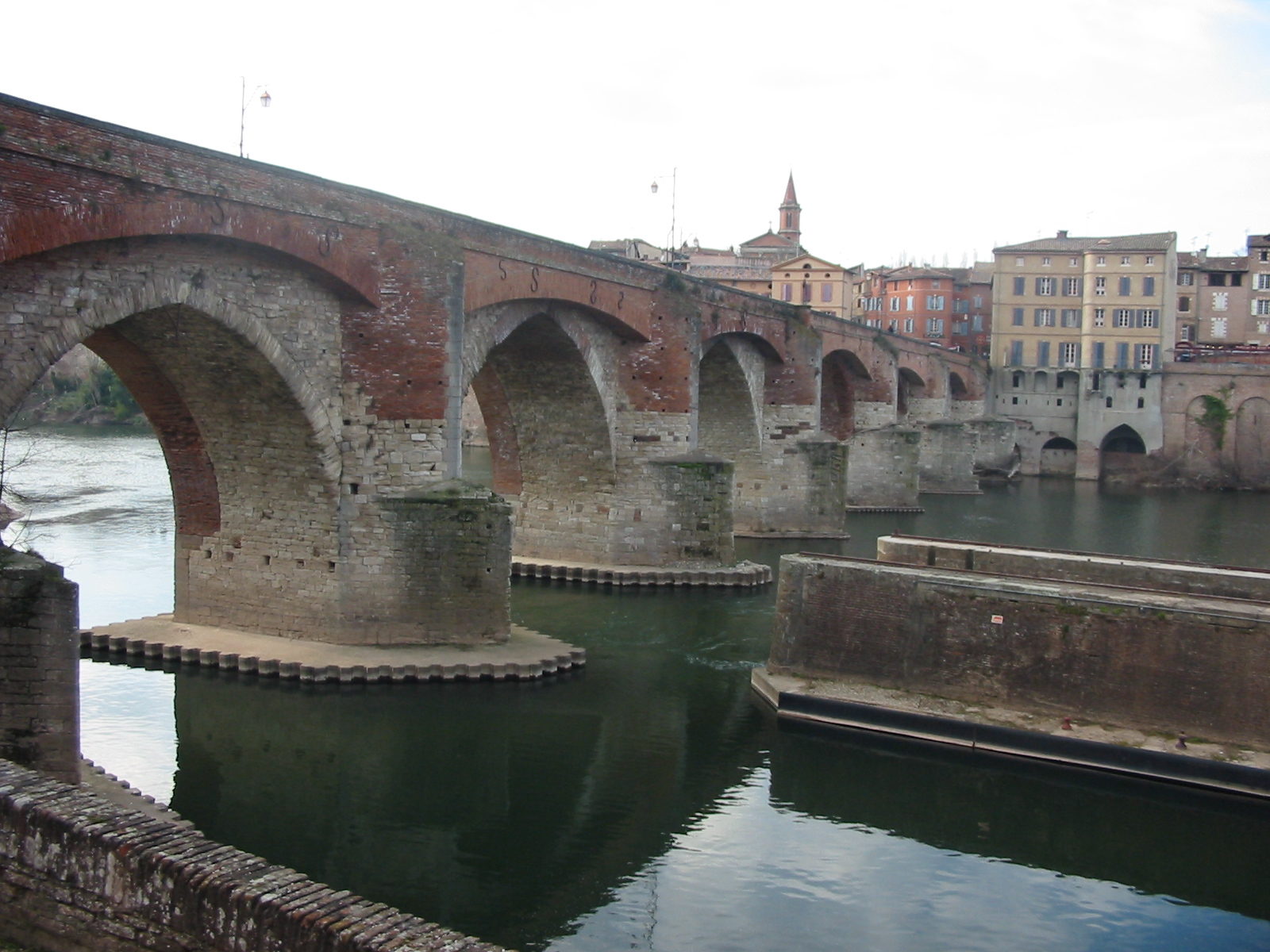
Starý most v Albi

Na konci 13. století dokončil v Albi biskup Bernard de Castanet budování biskupského Paláce de la Berbie, který svým zevnějškem připomíná vojenskou pevnost. V roce 1282 pak byla započata výstavba podobně mohutné a dojmem pevnosti působící katedrály Sainte-Cécile.
K novému rozvoji města došlo v období Renesance, kdy zde bylo z rostliny „Isatis Tinctoria“ vyráběno proslavené barvivo. O rozkvětu města v tomto období dodnes vypovídají krásné a luxusní renesanční měšťanské domy vybudované obchodníky s barvivem.
V roce 1678 bylo v Albi zřízeno arcibiskupství.
Město si dodnes zachovalo pozdějšími zásahy dosti nepoškozený charakter historického města, jemuž jako hlavní stavební materiál významně dominuje režné cihelné zdivo, typické pro celou historickou provincii Languedoc.

## Památky

### Katedrála Sainte-Cécile
Výstavba katedrály započala roku 1282 a byla dokončena roku 1482. Je vybudována z cihel a zvenčí působí dojmem nepřístupné, jednolitě utvářené vojenské pevnosti. Zdi katedrály jsou 6 metrů široké. Jedná se o nejmohutnější stavbu z pálených cihel na světě.
V letech 1515–1540 byla ke katedrále přistavěna 78 m vysoká věž zvaná Baldaquin.
Interiér katedrály je tvořen pouze jedinou lodí a je bohatě vyzdoben freskami italských raně renesančních umělců, z nichž vyniká obzvláště freska Posledního soudu z 15. století.
Nádheru interiéru výrazně dotváří také filigránsky tvořená chórová přepážka ve stylu Flamboyantní gotiky. Kromě gotického ornamentu ji zdobí také přes 200 polychromovaných soch vytesaných příslušníky burgundsky orientované dílny z Cluny. Varhany byly postaveny mezi roky 1734 a 1736.
Pevnostní charakter katedrály odpovídá nejen místnímu pojetí gotické architektury, které je bylo odlišné od „závazné“ podoby gotické architektury budované v Île-de-France, ale je také jasnou deklarací pevnosti a neochvějnosti katolické církve, jako reakce na potlačené Albigenské kacířství.

### Palais de la Berbie
Starší než papežský palác v Avignonu je biskupský Palais de la Berbie. Představuje jednu z nejstarších a nejlépe dochovaných hradních staveb ve Francii. Velkolepá pevnost byla dokončena před koncem 13. století. Jméno paláce pochází z okcitánského slova „Bisbia“, které znamená „biskupský palác“.

### Pont Vieux
Starý most (Pont Vieux) je používán ještě ticíc let po svém vzniku. Byl vybudován z kamene v roce 1035, je nesen osmi mostními oblouky a měří 151m. Ve 14. století byl most opevněn a doplněn padacím mostem.

### Lycée Lapérouse
V Albi sídlí také elitní škola Lycée Lapérouse. Gymnázium s 650 studenty sídlí ve starém klášteře. Pyšní se například několika literárními odděleními nebo hudebním oddělením vybaveným množstvím špičkových hudebních nástrojů.

### Musée Toulouse-Lautrec
V bývalém biskupském paláci je umístěno Museum Henriho de Toulouse-Lautrec, které obsahuje nejrozsáhlejší sbírku prací tohoto francouzského malíře a rodáka z Albi. Vedle jeho prací je v muzeu vystaveno také množství děl Edgara Degase, Augusta Rodina a dalších významných umělců.

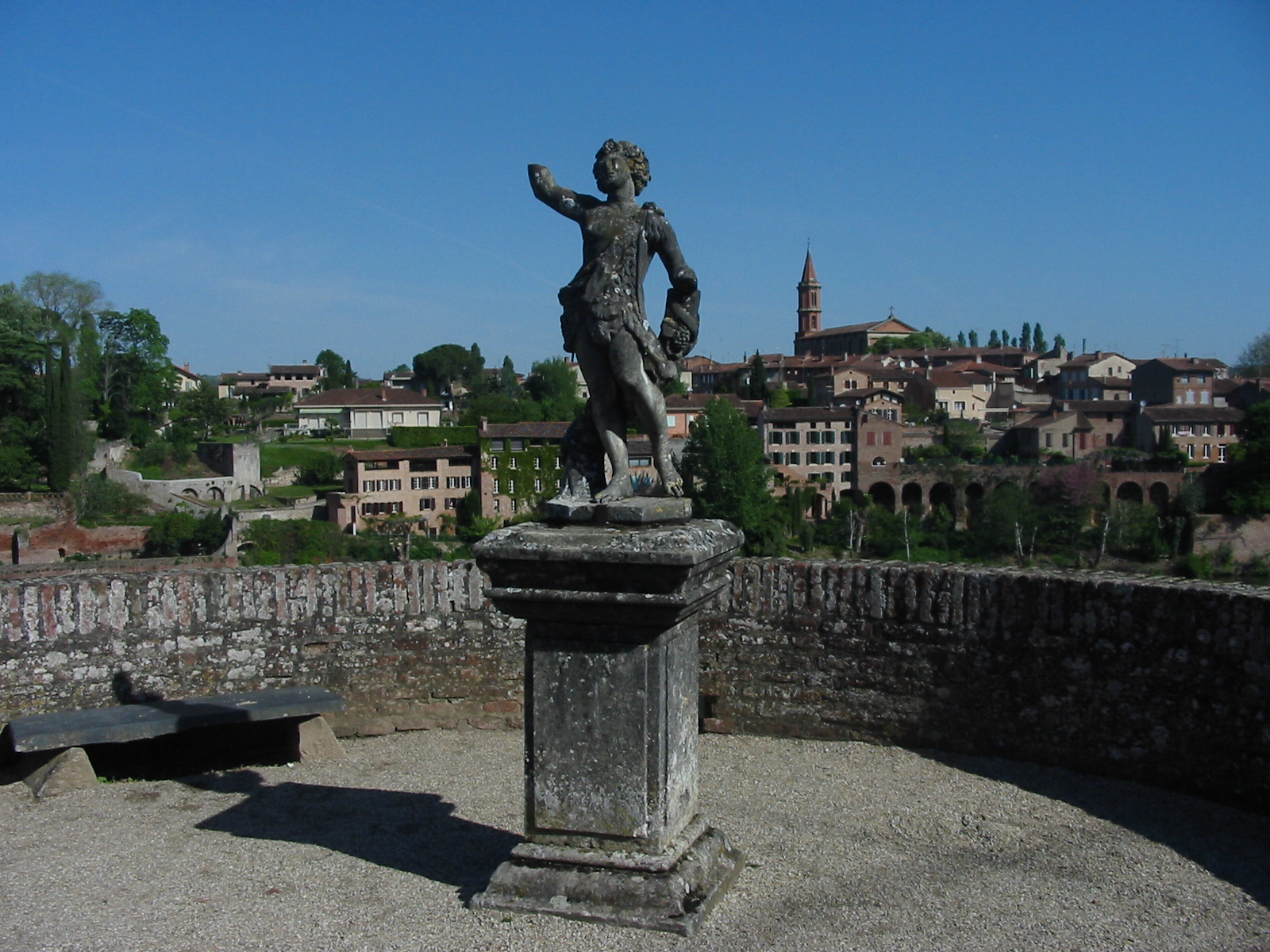
Socha před palácem Berbie
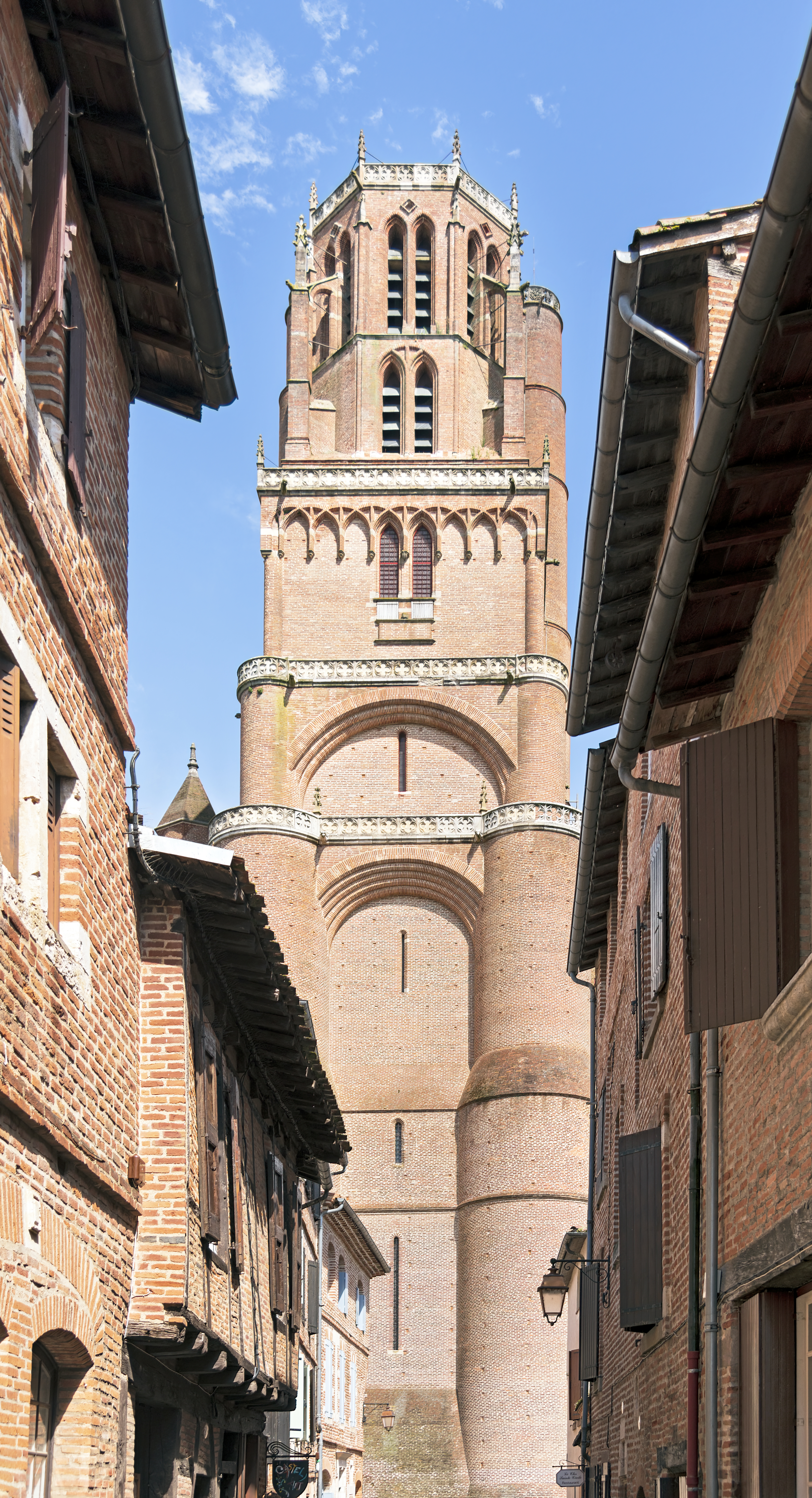
Věž katedrály Sainte-Cécile
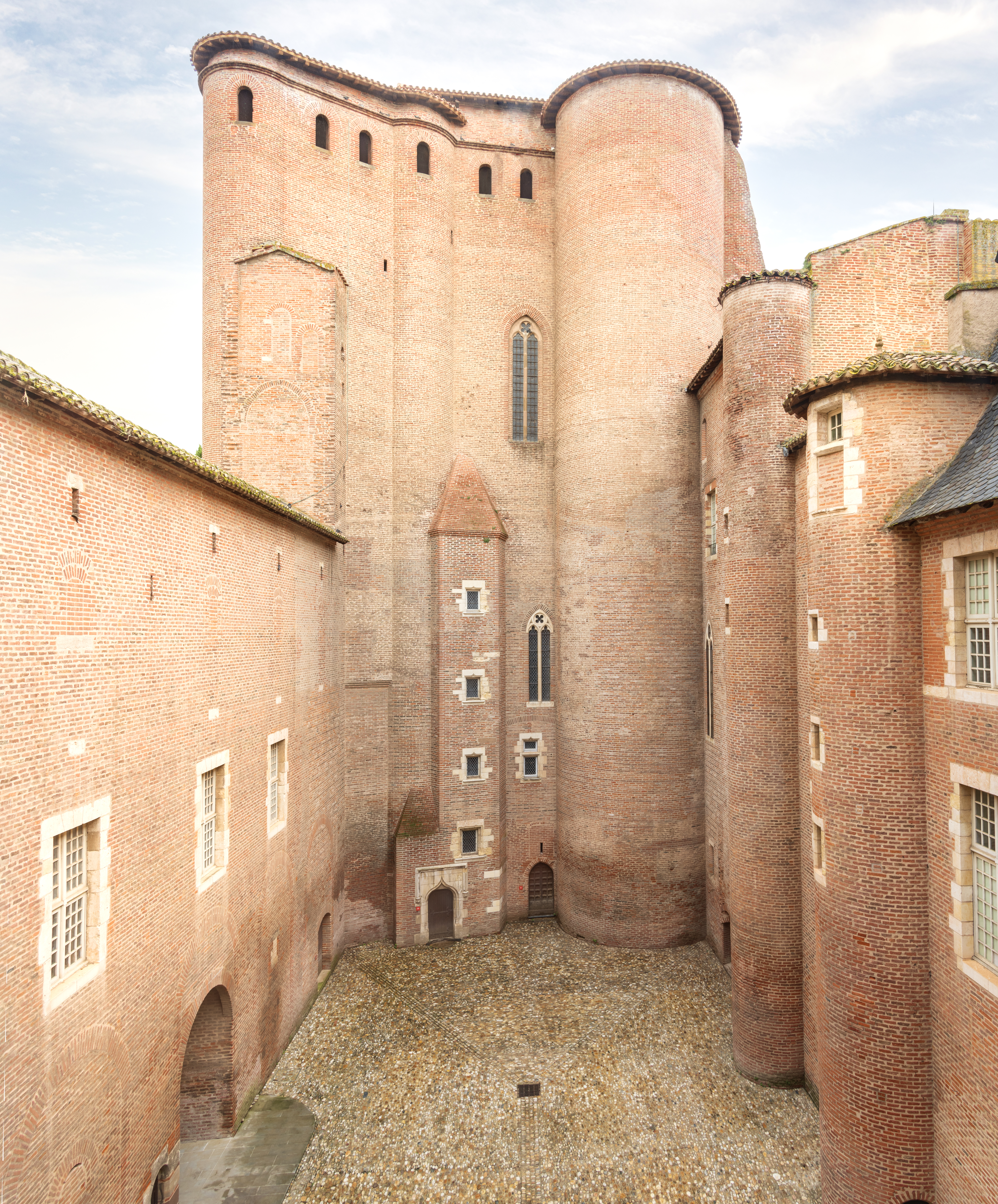
Biskupský palác, dnes museum HTL
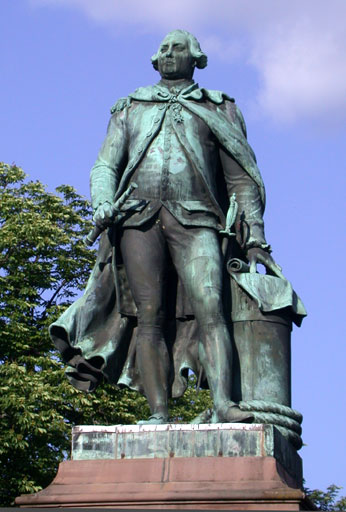
Socha Jeana Francoise Galaupa

## Sport
- Město Albi bylo „účastníkem“ 13 etapy Tour de France 2007. Etapa měla délku 54 km a probíhala jako Časovka jednotlivců se startem i cílem ve městě.
- 7. etapa Tour de France 2013 končila v tomto městě.

## Vývoj počtu obyvatel
Počet obyvatel

## Osobnosti města

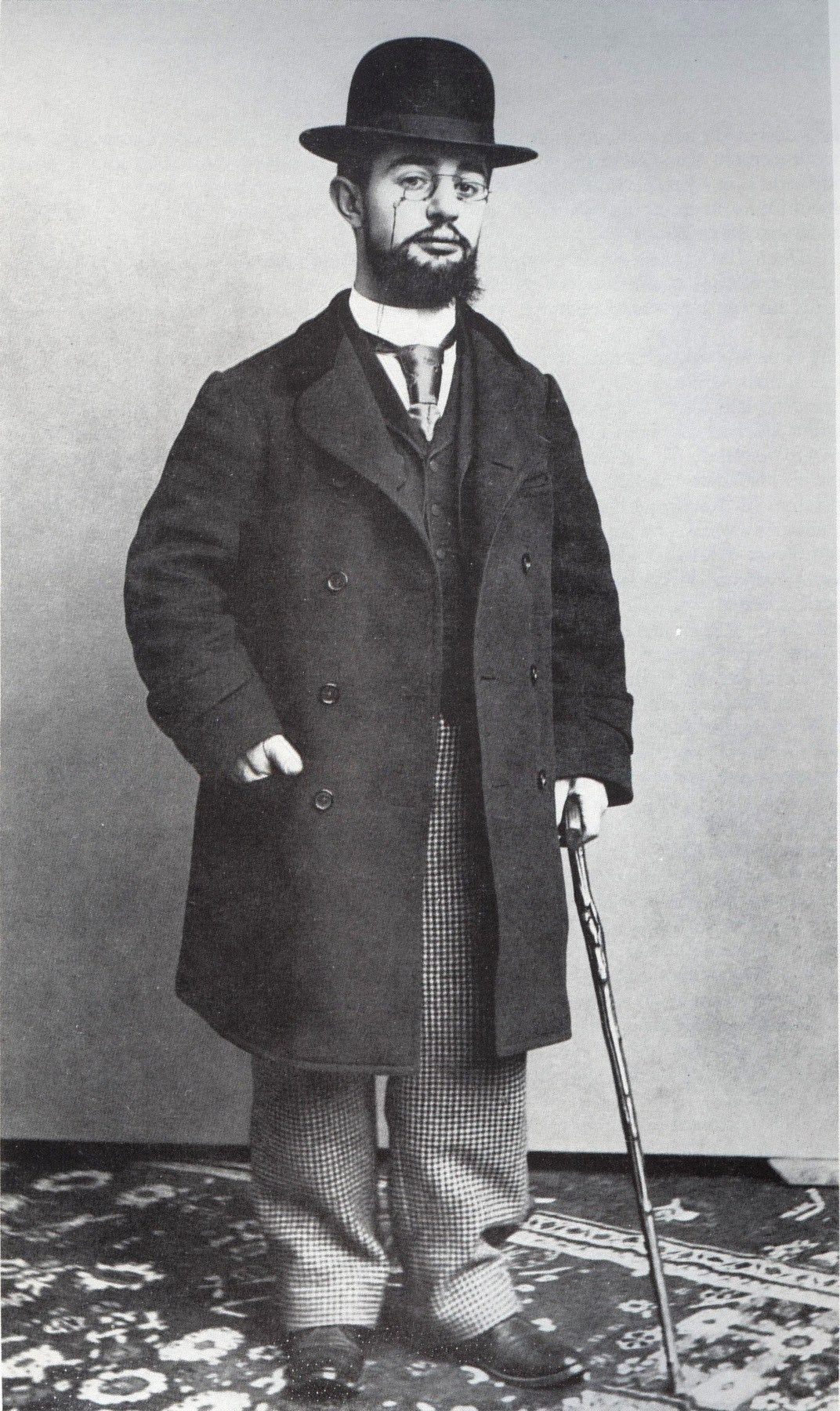
Henri de Toulouse-Lautrec v roce 1894

- Jean François La Pérouse (1741–1788), mořeplavec
- Henri de Toulouse-Lautrec (1864–1901), malíř
- Gérard Onesta (* 1960), politik a europoslanec
- Cédric Coutouly (* 1980) cyklistický závodník

## Partnerská města
- Girona, Španělsko
- Palo Alto, USA